# Rede de Proteção Social
A Rede de Proteção Social consistiu na junção de diferentes programas de cunho social que coordenam esforços voltados à assistência da classe brasileira mais carente, definida a partir de parâmetros de renda e constituição familiar, tendo início no governo de Fernando Henrique Cardoso, em 1995, como forma de redistribuição de renda e combate a pobreza, viabilizando o desenvolvimento social, tanto de forma imediata, como mediata, agindo progressivamente, à medida que cada geração beneficiada pode ter a oportunidade de proporcionar uma melhoria nas condições sociais, também, de seus ,descendentes. Foi desativada no início do governo Lula, sendo alguns programas incorporados ao Fome Zero.

## Objetivo
A Rede de Proteção Social buscou proporcionar uma melhor redistribuição da renda, a partir de uma atenção maior às pessoas mais carentes e às suas desigualdades no escopo de retirá-las da exclusão.
Essas medidas sócio-políticas que visam combater a desigualdade social e a precariedade de vida, num prazo curto, têm capacidade de gerar melhorias também a médio e longo prazo, a medida que podem proporcionar que a pobreza seja passada a próxima geração num grau menor de miséria, conduzindo-se para uma evolução natural do capital humano.
A ideia não está restrita ao Brasil, pois se alastra por todo o mundo, principalmente nos países menos desenvolvidos, como África do Sul, Etiópia, Quênia, Paquistão, México, dentre outros.
O mais interessante desses programas está no seu caráter condicional. Para que haja a transferência de um benefício, o cidadão deve preencher certos requisitos, como, por exemplo, cuidar para que seus filhos não deixem de frequentar a escola. Assim é possível dar maior objetividade e direção a cada programa da rede.

## Origem e história
A ideia de combate a pobreza a partir de assistências específicas a famílias mais necessitadas vem tomando contorno desde os anos 80, quando o governo passou a proporcionar benefícios indiretos a essa parcela da população, tal como cestas básicas e vestuário. A fragilidade dessas ajudas indiretas estava pontuada na facilidade de manobras políticas tendentes à corrupção, como por exemplo a concentração das compras em um determinado lugar. Mais a frente, com o intuito de garantir um maior aproveitamento dos benefícios, bem como de torná-los mais viáveis, logisticamente falando, Herbert José de Sousa, sociólogo e ativista de renome dos direitos humanos brasileiro, deu os primeiros passos para tornar os benefícios diretos.
Foi, porém, a partir de 1995, que os programas do que, posteriormente, vieram a ser, conjuntamente, chamados de Rede de Proteção Social, foram de fato incorporados ao sistema de assistência à população do Brasil pelo governo federal, havendo, inclusive, parcerias de organizações não governamentais – ONGs, tal como a Comunidade Solidária, administrada pela primeira dama Ruth Cardoso. O primeiro programa a ser ajustado foi o Renda Mínima, a partir da ação dos Ministros Clovis Carvalho, Paulo Renato de Souza e do então governador paulista (e paulistano), José Serra, por intermédio da lei n. 9.533/97, visando tratar os menos favorecidos de forma diferenciada com objetivo de reduzir as diferenças entre as classes sociais.
A partir de então, outros programas, como o Vale Gás – vinculado ao Ministério de Minas e Energia, o Bolsa Alimentação e o Bolsa Escola – vinculado ao Ministério da Educação, começaram a surgir; e dando início à rede, e à soma em 2002, aos esforços de 12 programas que já beneficiavam mais de cinco milhões de famílias.
Sendo a desigualdade social uma questão universal, esse tipo de assistência direta - proporcionada pelos programas da Rede de Proteção Social - atraiu a curiosidade de diversos países (através do terceiro setor), que inclusive enviaram representantes seus para conhecê-los de perto.

## Estrutura
Os doze programas que integraram a Rede de Proteção Social são:
- 1- Bolsa Alimentação – voltado a crianças de até 6 anos, gestantes e mães no período de amamentação até 6 meses, em famílias com até meio salário mínimo per capita, destinando-se R$15,00 por crianças, até o número de três;
- 2- Programa de Erradicação do Trabalho Infantil (PETI) – voltado a crianças de 7 a 15 anos envolvidas com trabalho insalubre, penoso ou degradante, em famílias com até meio salário mínimo per capita, sendo destinados R$25,00 por criança na área rural e R$40,00 na área urbana;
- 3- Bolsa Escola – voltado a crianças 6 a 15 anos em famílias de até meio salário mínimo per capita, destinando-se R$15,00 por crianças, até o número de três;
- 4- Auxílio Gás – Voltado a famílias de baixa renda, compensadas pelo fim do subsídio ao preço do gás de cozinha devido à abertura do mercado de combustíveis, sendo destinados R$7,50 por mês, pagos bimestralmente em parcelas de R$15,00;
- 5- Programa Brasil Jovem (Agente jovem de desenvolvimento social e humano) – Voltado a jovens de 15 a 17 anos residentes em comunidades com renda familiar per capita de até meio salário mínimo, destinando-se R$65,00 por mês;
- 6- Abono Salarial PIS/PASEP - voltado ao trabalhador que recebeu em média até dois salários mínimos mensais no ano anterior, e que estiver cadastrado no PIS/PASEP há pelo menos 5 anos, e trabalhando no ano anterior com vínculo empregatício por no mínimo 30 dias, destinando-se 1 salário mínimo;
- 7- Bolsa Qualificação - voltado ao trabalhador com contrato suspenso, devidamente matriculado em curso ou programa de qualificação profissional oferecido pelo empregador, destinando-se um valor calculado com base nos últimos 3 salários;
- 8- Seguro Desemprego - voltado ao trabalhador dispensado sem justa causa – inclusive doméstico, e ao pescador artesanal durante o período de proibição da pesca, destinando-se um valor a partir de um salário mínimo durante até cinco meses, e para o pescador artesanal, um salário mínimo;
- 9- Garantia-Safra – voltado a famílias em situação de risco na área da seca, destinando-se parcelas de R$100,00, no máximo de 6 parcelas;
- 10- Aposentadoria e Pensões Rurais – voltado a trabalhadores rurais, destinando-se a estes um salário mínimo;
- 11- Benefício de prestação continuada (BPC/Loas) - voltado a idosos a partir de 65 anos e portadores de deficiência com renda per capita inferior a um quarto do salário mínimo, destinando-se um salário mínimo;
- 12- Renda Mensal Vitalícia - voltado a idosos com mais de 70 anos ou inválidos sem meios de subsistência, nem amparo, destinando-se a estes um salário mínimo.

## Acesso
Para ter acesso aos benefícios dos programas criou-se, durante o governo de Fernando Henrique Cardoso, o Cartão Cidadão, uma espécie de RG, obtido a partir do cadastro do cidadão a ser beneficiado, junto à prefeitura de seu município, conforme este atenda aos requisitos de cada programa. Posteriormente, em 2001, o Cartão Cidadão passou a ser denominado por Cadastro Único.
A liberação do benefício não era discricionária, mas sim vinculada aos requisitos de cada programa em específico.
Os pagamentos são feitos até hoje pela Caixa Econômica Federal, por intermédio do cartão, que funciona como um cartão de débito comum, e a transparência das transações é condição imperativa.

## Resultados
Ao final de 2002, a Rede de Proteção Social já estava em funcionamento pleno. Somavam-se 1.300.000 benefícios do Bolsa Alimentação; 810.769 do PETI, 8.633.354 do Bolsa Escola; 8.108.758 do Auxílio Gás; 105.000 do Brasil Jovem; 4.434.328 do Abono Salarial PIS/PASEP; 10.400 do Bolsa Qualificação; 4.686.233 do Seguro desemprego, 938.000 do Seguro Safra, 6.370.547 de Aposentadorias e Pensões Rurais; 1.450.660 de Benefícios de Prestação Continuada; e 724.124 de benefícios do programa de Renda Mensal Vitalícia, somando ao todo um total de 37.572.173 de benefícios concedidos. Os programas da Rede de Proteção Social, que em 1995 eram quatro com investimento de 1,72% do PIB, até o fim de 2002 alcançaram o número de 12, com investimento de 2,24% do PIB, assegurando-se, dessa forma o mínimo para uma boa qualidade de vida de muitas famílias carentes.

## Disponibilização financeira
Os investimentos até ao final de 2002, alcançaram a casa dos R$30 bilhões, promovendo os benefícios do conjunto dos doze programas da 'Rede de Proteção Social', o que significa 50% a mais de tudo que o Governo Federal arrecadara com o Imposto de Renda de pessoas físicas, tanto em 2002, como em 2003.